# Dino Tadello
Dino Tadello, né le 27 décembre 1954 à Belluno, est un coureur de fond italien spécialisé en course en montagne. Il est champion du monde de course en montagne 1988.

## Biographie
Il débute l'athlétisme à l'âge de 13 ans en remportant sa première course de cross-country. Il oscille tout au long de sa carrière entre périodes creuses et périodes actives où il s'entraîne plus sérieusement. N'étant pas sportif professionnel, il doit jongler entre ses carrières sportives et professionnelles. Il rencontre un certain succès dans la discipline de course en montagne.
En 1988, il devient champion d'Italie de course en montagne et prend part au Trophée mondial de course en montagne à Keswick. Il mène la charge des Italiens menant le groupe composé de Davide Milesi et Luigi Bortoluzzi. Seul l'Anglais Rod Pilbeam parvient à rester au contact. Dino prend la tête et remporte la victoire. Il décroche également la médaille d'or par équipes avec ses compatriotes.

## Palmarès

### Route
| Année | Compétition        | Lieu   | Place | Épreuve  | Temps           |
| ----- | ------------------ | ------ | ----- | -------- | --------------- |
| 1987  | Marathon de Venise | Venise | 12e   | Marathon | 2 h 18 min 56 s |

### Course en montagne
| no  | masculin      | Course                                | Longueur | Départ          | Temps           |
| --- | ------------- | ------------------------------------- | -------- | --------------- | --------------- |
| 8e  | 8e            | Sierre-Zinal                          | 31 km    | 9 août 1987     | 2 h 41 min 26 s |
| 1re | Médaille d'or | Trophée mondial de course en montagne | 14 km    | 15 octobre 1988 | 1 h 8 min 53 s  |

## Records
| Épreuve       | Performance     | Date                | Lieu              |
| ------------- | --------------- | ------------------- | ----------------- |
| 10 000 mètres | 29 min 45 s 4   | Salsomaggiore Terme | 30 septembre 1984 |
| Semi-marathon | 1 h 5 min 50 s  | Brescia             | 19 septembre 1984 |
| 30 kilomètres | 1 h 39 min 26 s | Varallo Sesia       | 13 juillet 1980   |